# カフェ・リエジョワ
カフェ・リエジョワ (café liégeois) は、コーヒーの上にアイスクリームや生クリームを重ねたデザート飲料の一種。名称は「リエージュ風コーヒー」の意。

## 解説
元々はカフェ・ヴィエノワ（café viennois, 「ウィーン風コーヒー」の意）と呼ばれるウィンナ・コーヒーのバリエーションの一つであった。第一次世界大戦中のリエージュの戦いにおいて、中央同盟国（主にドイツ帝国とオーストリア＝ハンガリー帝国）が行った巨大榴弾砲「ディッケ・ベルタ」の砲撃に英雄的に抵抗し、フランスへの進軍を遅らせることに貢献した連合国へのオマージュとして名前が変更された。敵国の都市名であるウィーンが名前についているカフェ・ヴィエノワをパリ市民が注文しなくなったために言い換えたという理由もある。
作り方は、大きなグラスに好みの量の甘いコーヒーを入れて冷蔵庫で冷やし、提供の直前にコーヒー味のアイスクリームとホイップクリームを加える。ローストしたコーヒー豆をトッピングすることもある。